# سامسونج جالكسي إيس
جالكسي إيس GT-S5830 هو هاتف ذكي من إنتاج شركة سامسونج ، أعلنت عنه في شباط 2011، ويعمل بنظام أندرويد 2. 3 ويمكن ترقيته إلى 4.2.2
بمعالج قوي بسرعة 800 ميجاهرتز وجالكسي ايس هو خلف لجلاكسي اس1 وهو متوفر حاليا باللون الأسود ويغطي الظهر في اثنين من الالوان المختلفة، الأسود والأبيض

## ملامح الهاتف
جالكسى ايس هو هاتف ذكى بسرعة معالج 800mhz ويقدم رباعية الموجات GSM وهو من نسخة اندرويد 2.3.6 أو 2.3.5 (خبز الزنجبيل) يمكن تحديثه إلى اندرويد 4.0 (ايس كريم ساندويش) عن طريق cyanogenmod 9 أو إلى اندرويد 4.4.4 (كيتكات) عن طريق cyanogenmod 11، هذا الهاتف لديه بطارية بقوة 1300 MAh ويتوفر بلونين أبيض وأسود.

## تصميم صغير الحجم، لكن متطور
يتميز هاتف سامسونج جالاكسى ايس بحجمه الصغير وفائق التطور ولديه مظهر حديث وفخم

## الكاميرا
كاميرا 5 ميجابيكسل مع فلاش LED قادر على تسجيل الفيديو في (QVGA 320X240) و(VGA 640X480) ويمكن التصوير(فردي/ابتسامة/مستمر/بانوراما
عادي/سلبي/أبيض وأسود/بني داكن
تلقائي / ضوء النهار/ غائم / ساطع / فلورسينت)

## أجهزة فائقة لضمان الأداء الرائع
أتي GALAXY Ace مزوّدًا بكل ما تحتاجه لضمان السلاسة أثناء تصفح الويب والتنزيل وغير ذلك المزيد. فمن خلال تزويده بمعالج قوي بسرعة 800 ميجاهرتز وتقنية Wi-Fi، يمكنني تصفح الويب وتنزيل التطبيقات سريعًا ومشاركة المحتوى مع الأصدقاء. فالقيام بمهام متعددة أصبح أمرًا غاية في السهولة، ولذلك يمكنك الحصول على المتعة والترفيه بشتى الطرق.

## واجهة Quicktype السريعة
يتميز هاتف GALAXY Ace بواجهة Quicktype من SWYPE، وهي عبارة عن واجهة ذكية توصل النقاط التي يحددها إصبعك لاكتشاف ما تحاول كتابته. فمن خلال تحريك إصبعك عبر لوحة المفاتيح من حرف لآخر في حركة واحدة سلسة، يشعر الهاتف بدقة ما تريد قوله!